# A Friend in the Enemy's Camp
A Friend in the Enemy's Camp è un cortometraggio muto del 1909. Il nome del regista non viene riportato nei credit e J. Stuart Blackton appare come supervisore del film.

## Produzione
Il film fu prodotto dalla Vitagraph Company of America.

## Distribuzione
Distribuito dalla Vitagraph Company of America, il film uscì nelle sale cinematografiche statunitensi il 20 marzo 1909. Nelle proiezioni, veniva programmato con il sistema dello split reel, accorpato in un'unica bobina con un altro cortometraggio prodotto dalla Vitagraph, A Brave Irish Lass.